# Укереве (остров)
Укере́ве (суахили Bukerebe) — остров в Танзании. Самый большой остров на озере Виктория и крупнейший из внутриматериковых островов Африки с площадью около 530 км².
Название «Укереве» происходит от названия племени кереве (суахили: Wakerewe), которое обитает на острове и в прибрежных районах озера Виктория. На территории острова можно увидеть каменные фигуры, которые в прошлом производились представителями кереве для защиты вождей племени от болезней.

## История
В XVI веке представители нилотского народа луо, эмигрировавшие из района Бахр-эль-Газаль в современном Южном Судане, поселились на южном берегу озера Виктория, где встретили коренное население банту. В этой местности не практиковалась добыча слоновой кости и из неё не вывозились рабы, поскольку к востоку от неё на огромных пространствах обитали мухи, передающие смертельно опасную сонную болезнь. Из-за этого в Европе до середины XIX века ничего не было известно об озере Виктория, хотя на ранних арабских и европейских картах Африки Нил и другие крупные реки изображались истекающими из большого озера внутри континента. Однако с ростом цены на слоновую кость в начале XIX века арабские торговцы проникли с восточноафриканского побережья вглубь Африки .
Джон Хеннинг Спик отправился в 1857 году вместе с Ричардом Фрэнсисом Бёртоном в экспедицию, чтобы найти источник Нила. В феврале 1858 года они достигли озера Танганьика на одном из арабских торговых путей, которым вывозилась слоновая кость. После их разлуки Спику удалось присоединиться к каравану и приехать в августе 1858 года на южный берег так называемого «озера Укереве» и попасть на одноимённый остров. Он определил озеро как исток Нила и дал ему имя королевы Виктории .
Генри Мортон Стэнли хотел подтвердить утверждение, что озеро было источником Нила, и направился туда в 1875 году. Отправной точкой был остров Укереве. Чтобы запросить у местного вождя Омукамы Луконге (?—1895) помощь в строительстве лодок, Стэнли должен был объяснить ему, как превратить людей во львов (Стэнли небезосновательно сомневался в успехе этой процедуры). В следующий раз, когда Стэнли отправился в свою последнюю экспедицию на освобождение Эмин-паши, которая была запущена в марте 1887 года из устья Конго, на обратном пути к восточному побережью вместе с Эмин-пашой в сентябре 1889 года он прибыл к озеру Виктория. На этот раз Стэнли сообщил, что Укереве уже не остров из-за пересохшего Ругезийского пролива на востоке .
В 1891 году миссионер Дермотт осмотрел остров. Он обнаружил, что Ругезийский пролив несудоходен. В том же году южный берег озера Виктория, после первого контракта между англичанами и немцами в 1886 году, был объявлен территорией Германской Восточной Африки .
В 1882 году экспедиция Оскара Бауманна совершила марш-бросок через территорию масаи в Укереве. В своем путешествии географ описывает попытку получить от «верховного» Луконге в Букиндо священную деревянную фигуру высотой 1,4 метра. Эта фигура была признаком власти Луконге как правителя и демонстрировалась только высокопоставленным гостям, поэтому её приобретение было невозможно. В 1895 г. на остров для распространения христианства впервые прибыли католические миссионеры. Они, а также крещёные ими верующие (всего 27 человек), были убиты по приказу вождя Луконге. Восстание луконгийцев против немцев, начатое с нападения на французскую католическую миссию на острове, привело в том же году к военной операции и конфискации скульптуры. В качестве трофея победы над неверием она была помещена на миссионерскую станцию и избита палками-катехистами в целях ритуального унижения. В 1898 году фигура была выставлена в Берлинском этнологическом музее.
В 1892 году немецкие экспедиции были направлены к озеру Виктория для борьбы с рабством. К юго-востоку от Укереве была основана станция «Петерсверфт», которая расположилась в районе католической миссионерской станции «Нойвид». С огромными расходами (2 каравана по 1000 перевозчиков в каждом) в 1892 году они попытались перевезти с побережья разобранный стальной пароход. Кампания оказалась неудачной из-за нехватки средств. Германский форт в Хамбее, с которого контролировалось озеро с 1904 по 1910 год, находился в руинах. В 1915 году на озере Виктория неоднократно происходили боевые действия между британцами и немецкими шутцтруппе. В 1916 году началось поэтапное отступление немцев на юг. 9 и 10 июня 1916 года Укереве оккупировали англичане, так как остров не мог удерживаться малочисленными немецкими военными формированиями.

## География
Береговая линия острова изрезана многочисленными гаванями, кроме того, Укереве окружён не менее чем 12 меньшими островками.
Остров состоит из гранитного основания, из которого выступают в некоторых местах голые круглые скалы. Поверхность острова почти плоская. Слой песчаной светло-коричневой почвы образует пологие холмы. Самая высокая точка острова имеет высоту 172 метра и находится на холме Хандебезио, который расположен в центре острова в деревне Халвего, в 10 км к западу от Нансио. Берега низкие, частично заросшие тростником. Преобладают искусственные насаждения деревьев. Значительная часть острова обработана в результате ведения сельского хозяйства. В диком виде произрастает эвкалипт.
Средняя температура с небольшими колебаниями составляет круглый год 21—28 °С. Есть два сезона дождей, с октября по январь и с марта по май. Осадки на острове более обильны, чем на материке, но редко представлены ли́вневыми дождями — чаще всего это затяжная пасмурная погода с периодическими дождями средней интенсивности. В среднем показатель осадков составляет около 1200 миллиметров в год, меньше на востоке (900 мм) и до 1800 мм в западной части острова, которая до начала XX века благодаря этому была покрыта вечнозелёным лесом. После обезлесения осадки на острове уменьшаются с каждым годом, пересыхают поверхностные воды, периодически возникают трудности с питьевым водоснабжением.

## Население и инфраструктура
Административный центр и единственный город — Нансиа (около 6 тысяч жителей). На острове проживают представители этнической группы кереве. Большинство островитян — сельские жители. Благополучие островитян в значительной степени зависит от урожаев хлопка. Местные власти стараются развивать туризм.
Остров расположен в административном районе Укереве (область Мванза) на расстоянии 45 км (25 морских миль) севернее города Мванза, с которым соединен паромом. Также Укереве имеет постоянную паромную связь с соседним островом Укара. К востоку от Нансиа работает аэропорт.
Укереве известен тем, что многие его жители имеют альбинизм. Несмотря на то, что численность альбиносов на Укереве весьма значительна, они, как и везде в Африке, нередко подвергаются гонениям.

## Хозяйственная деятельность
80 % населения занято в сельском хозяйстве, 6 % занимаются рыбной ловлей, 8 % работают на небольших частных предприятиях и 6 % заняты в сфере обслуживания.

### Сельское хозяйство
Большинство населения практикует натуральное хозяйство с применением примитивных орудий труда. Традиционные сельскохозяйственные культуры — бананы и сорго. В конце XIX века на острове было несколько плантаций хло́пка, с 1930-х годов хлопок также выращивался на экспорт. Политика структурной перестройки правительства Танзании привела к тому, что в начале 1990-х годов кооперативы прекратили выдачу кредитов на удобрения. В результате выращивание хлопка, которое составляло в среднем 0,6 га на семью, уменьшилось из-за снижения плодородия почв. Минусом хлопка является также высокая потребность в пространстве, а недостаток земли из-за растущей плотности населения все чаще приводит к конфликтам. Урожай хлопка в 2003—04 году составлял 1886 тонн. Хлопковые поля постепенно вытеснялись апельсиновыми рощами, и апельсинов за тот же период было собрано 74 050 тонн. Также было собрано 4219 тонн риса, который также выращивается на экспорт.
Между тем большая часть продовольствия выращивается для внутреннего потребления. Наиболее важными культурами являются маниок съедобный (54 143 тонны), кукуруза (26 041 тонна) и батат (22 209 тонн). Кроме того, выращиваются манго, лимоны и другие фрукты. Что касается животноводства, то в 2003 году на острове было 54 000 голов крупного рогатого скота и 32 000 коз.
Уровень опускающейся воды озера требует использования все более и более надежных рабочих ирригационных насосов. Привод насосов с помощью солнечных батарей или энергии ветра практически протестирован с 2006 года. Поскольку большая часть работы в этой области осуществляется женщинами, организации, занимающиеся оказанием помощи в целях развития, пытаются научить женщин, в частности, рыболовству и органическому земледелию.

### Рыболовство
Джон Хеннинг Спик в ходе своей экспедиции 1858 года описал методы промысла на острове. Рыбалка до 19-го века осуществлялась с помощью ловушек, корзин и копей. В настоящее время вылов рыбы производится исключительно мужчинами, в то время как женщины работают в основном на рыбоперерабатывающих предприятиях и занимаются продажами продуктов рыболовства. В ходе опроса, проведённого в апреле 2002 года, было выявлено 13 584 человека, занятых в рыболовстве и рыбопереработке на Укереве. Улов составляет 20—30 тысяч тонн в год. Промысловые виды — эндемичная тилапия, ндагала и нильский окунь, который быстро распространился в 1980-х годах и сегодня составляет до 50 % процентов улова.
Традиционные бамбуковые ловушки для тилапии в наши дни используются крайне редко. Как правило, эта рыба ловится сетями, имеющими в среднем 68 метров в длину и 3,5 метра в высоту. После установки сетей рыбаки начинают взбивать воду, и рыба устремляется в сеть.
Ндагала ловится в ночное время суток аналогичным способом, при этом рыбаки (как правило, на двух лодках) зажигают лампы. Мелкоячеистые круглые сети диаметром 1,5 метра тянутся вдоль скалистых берегов, где не могут использоваться обычные сети. Улов команды рыбаков за ночь составляет порядка 50 кг рыбы.
Нильский окунь тоже ловится ночью. Рыбаки на лодках отплывают на 5—10 километров от берега и забрасывают сети с крупными (18 см) ячейками. Не все лодки на Укереве оборудованы двигателями, некоторые ходят под парусами или даже на вёслах. Улов обычно составляет около 200 килограммов на лодку.
Запрещённый, но иногда практикуемый метод — использование неводов. Длинная сеть развёртывается на лодке по широкому кругу, а затем в то же время вытягивается на берег за оба конца. При этом вылавливаются и мелкие рыбы.
Более крупные суда с холодильным оборудованием вылавливают рыбу в промышленных масштабах, после чего она доставляется на остров, перерабатывается и экспортируется в Мванзу. Вылов рыбы с помощью тралов запрещён, поскольку при этом могут быть уничтожены сети, выставленные местными рыбаками.

## Туризм
Туризм на Укереве развит слабо, несмотря на наличие ряда достопримечательностей. Прибрежная зона подходит для наблюдения за птицами. Кроме того, остров относительно популярен у велотуристов. В настоящее время принимаются меры по привлечению путешественников.

### Достопримечательности
- Дворец вождя Укереве в деревне Букинда на севере острова. Был построен в 1922—1928 гг. итальянским инженером. Во дворце хранятся традиционные сигнальные барабаны[6][19].
- Гробницы вождей Укереве в деревне Китаров[19].
- Пляж Иронда[19].
- Пляж и сосновый лес Рубъя[19].
- Скальный массив возле деревни Халвега — высочайшая точка острова. Здесь находится пещера, которую в прошлом кереве использовали как убежище во время военных конфликтов, а также для хранения излишков провизии[19].
- Церковь Кагунгули, построенная в начале XX в[6][19].
- Хамуебе, место обитания первых немецких миссионеров, которые распространили в 1895 г. христианство. В 1995 г. представители Римско-Католической Церкви установили на этом месте памятный крест[6][19].